# Serrospasta
Serrospasta is een geslacht van kevers uit de familie oliekevers (Meloidae).
Het geslacht is voor het eerst wetenschappelijk beschreven in 1966 door Selander.

## Soorten
Het geslacht omvat de volgende soort:
- Serrospasta vittata Selander, 1966